# John Stockton
John Stockton (celým jménem John Houston Stockton, * 26. března 1962) je bývalý americký profesionální basketbalista.
Stockton odehrál celou svou dlouhou profesionální kariéru (1984–2003) v týmu Utah Jazz severoamerické NBA. Je rekordmanem NBA v počtu zápasů a sezón za jeden tým, v celkovém počtu odehraných zápasů je v historii NBA třetí (za Kareem Abdul-Jabbarem a Robertem Parishem).
Navzdory svému (v kontextu NBA) malému vzrůstu – 185 centimetrů – je považován za jednu z největších osobností NBA všech dob. Je například rekordmanem v počtu asistencí (15 806 – druhý Mark Johnson dosáhl o 5483 méně). Celkem jedenáctkrát byl zvolen do NBA All-Stars týmu, drží rekord v počtu získaných míčů, s celkovým počtem 19711 nastřílených bodů se pohybuje kolem třicátého místa v historických tabulkách NBA.
Stockton je držitelem dvou zlatých medailí z olympijských her - z Barcelony 1992 a Atlanty 1996.
V Salt Lake City mu byla před halou Utah Jazz odhalena socha a přilehlá ulice nese již dnes za jeho života jméno John Stockton Drive.